# Liste des chefs du gouvernement bulgare
Voici la liste des chefs de gouvernement bulgares depuis 1879, peu après l'indépendance de la Bulgarie vis-à-vis de l'Empire ottoman.
Le titre porté par les chefs du gouvernement bulgare a été successivement :
- 1879-1991 : président du Conseil des ministres
- depuis 1991 : Premier ministre

## Présidents du Conseil des ministres (1879-1991)
| Nom                            | Début du mandat    | Fin du mandat      | Parti politique                                     |
| ------------------------------ | ------------------ | ------------------ | --------------------------------------------------- |
| Todor Burmov                   | 17 juillet 1879    | 6 décembre 1879    | Parti conservateur                                  |
| Kliment Branitski              | 6 décembre 1879    | 7 avril 1880       | Parti conservateur                                  |
| Dragan Tsankov                 | 7 avril 1880       | 10 décembre 1880   | Parti libéral                                       |
| Petko Karavelov                | 10 décembre 1880   | 9 mai 1881         | Parti libéral                                       |
| Johann Casimir Ehrnrooth       | 9 mai 1881         | 13 juillet 1881    | Militaire                                           |
| vacant                         | 13 juillet 1881    | 5 juillet 1882     |                                                     |
| Leonid Sobolev                 | 5 juillet 1882     | 19 septembre 1883  | Militaire                                           |
| Dragan Tsankov (2e fois)       | 19 septembre 1883  | 11 juillet 1884    | Parti libéral                                       |
| Petko Karavelov (2e fois)      | 11 juillet 1884    | 21 août 1886       | Parti libéral                                       |
| Kliment Turnovski (2e fois)    | 21 août 1886       | 24 août 1886       | Parti conservateur                                  |
| Petko Karavelov (3e fois)      | 24 août 1886       | 28 août 1886       | Parti libéral                                       |
| Vasil Radoslavov               | 28 août 1886       | 10 juillet 1887    | Parti libéral                                       |
| Konstantin Stoilov             | 10 juillet 1887    | 1er septembre 1887 | Parti conservateur                                  |
| Stefan Stambolov               | 1er septembre 1887 | 31 mai 1894        | Parti populaire libéral                             |
| Konstantin Stoilov (2e fois)   | 31 mai 1894        | 30 janvier 1899    | Parti populaire                                     |
| Dimitar Panayotov Grekov       | 30 janvier 1899    | 13 octobre 1899    | Parti populaire liberal                             |
| Todor Ivanchov                 | 13 octobre 1899    | 25 janvier 1901    |                                                     |
| Racho Petrov                   | 25 janvier 1901    | 5 mars 1901        |                                                     |
| Petko Karavelov (4e fois)      | 5 mars 1901        | 4 janvier 1902     | Parti démocratique                                  |
| Stoyan Danev                   | 4 janvier 1902     | 19 mai 1903        | Parti libéral progressiste                          |
| Racho Petrov (2e fois)         | 19 mai 1903        | 5 novembre 1906    |                                                     |
| Dimitar Petkov                 | 5 novembre 1906    | 27 février 1907    | Parti populaire libéral                             |
| Dimitar Stanchov (par interim) | 27 février 1907    | 16 mars 1907       |                                                     |
| Petar Gudev                    | 16 mars 1907       | 29 janvier 1908    | Parti populaire libéral                             |
| Alexander Malinov              | 29 janvier 1908    | 29 mars 1911       | Parti démocratique                                  |
| Ivan Evstratiev Gueshov        | 29 mars 1911       | 14 juin 1913       | Parti populaire                                     |
| Stoyan Danev (2e fois)         | 14 juin 1913       | 17 juillet 1913    | Parti libéral progressiste                          |
| Vasil Radoslavov (2e fois)     | 17 juillet 1913    | 21 juin 1918       | Parti libéral (radoslaviste)                        |
| Alexander Malinov (2e fois)    | 21 juin 1918       | 28 novembre 1918   | Parti démocratique                                  |
| Teodor Teodorov                | 28 novembre 1918   | 6 octobre 1919     | Parti populaire                                     |
| Aleksandar Stamboliyski        | 6 octobre 1919     | 9 juin 1923        | Union nationale agraire bulgare                     |
| Alexandre Tsankov              | 9 juin 1923        | 4 janvier 1926     | Entente democratique                                |
| Andreï Liaptchev               | 4 janvier 1926     | 29 juin 1931       | Entente democratique                                |
| Aleksandar Malinov (3e fois)   | 29 juin 1931       | 12 octobre 1931    | Parti démocratique                                  |
| Nikola Mushanov                | 12 octobre 1931    | 19 mai 1934        | Parti démocrate                                     |
| Kimon Georgiev                 | 19 mai 1934        | 22 janvier 1935    |                                                     |
| Pentcho Zlatev                 | 22 janvier 1935    | 21 avril 1935      |                                                     |
| Andrey Toshev                  | 21 avril 1935      | 23 novembre 1935   |                                                     |
| Georgi Kyoseivanov             | 23 novembre 1935   | 16 février 1940    |                                                     |
| Bogdan Filov                   | 16 février 1940    | 9 septembre 1943   |                                                     |
| Petar Gabrovski (par intérim)  | 9 septembre 1943   | 14 septembre 1943  |                                                     |
| Dobri Bojilov                  | 14 septembre 1943  | 1er juin 1944      |                                                     |
| Ivan Bagrianov                 | 1er juin 1944      | 2 septembre 1944   |                                                     |
| Konstantin Muraviev            | 2 septembre 1944   | 9 septembre 1944   | Union nationale agraire bulgare                     |
| Kimon Georgiev                 | 9 septembre 1944   | 23 novembre 1946   | Zveno                                               |
| Georgi Dimitrov                | 23 novembre 1946   | 2 juillet 1949     | Parti communiste bulgare                            |
| Vassil Kolarov                 | 2 juillet 1949     | 23 janvier 1950    | Parti communiste bulgare                            |
| Valko Tchervenkov              | 3 février 1950     | 17 avril 1956      | Parti communiste bulgare                            |
| Anton Yugov                    | 17 avril 1956      | 19 novembre 1962   | Parti communiste bulgare                            |
| Todor Jivkov                   | 19 novembre 1962   | 7 juillet 1971     | Parti communiste bulgare                            |
| Stanko Todorov                 | 7 juillet 1971     | 16 juin 1981       | Parti communiste bulgare                            |
| Grisha Filipov                 | 16 juin 1981       | 21 mars 1986       | Parti communiste bulgare                            |
| Guéorgui Atanassov             | 21 mars 1986       | 3 février 1990     | Parti communiste bulgare                            |
| Andrei Lukanov                 | 3 février 1990     | 7 décembre 1990    | Parti communiste bulgare / Parti socialiste bulgare |
| Dimitar Popov                  | 7 décembre 1990    | 8 novembre 1991    | Indépendant                                         |

## Premiers ministres (depuis 1991)
| Nom                             | Début mandat     | Fin mandat       | Parti                                                  |
| Filip Dimitrov                  | 8 novembre 1991  | 30 décembre 1992 | Union des forces démocratiques                         |
| Liouben Berov                   | 30 décembre 1992 | 17 octobre 1994  | Indépendant                                            |
| Reneta Indjova                  | 17 octobre 1994  | 25 janvier 1995  | Indépendant                                            |
| Jan Videnov                     | 25 janvier 1995  | 13 février 1997  | Parti socialiste bulgare                               |
| Stefan Sofiyanski               | 13 février 1997  | 21 mai 1997      | Union des forces démocratiques                         |
| Ivan Kostov                     | 21 mai 1997      | 24 juillet 2001  | Union des forces démocratiques                         |
| Simeon Sakskoburggotski         | 24 juillet 2001  | 17 août 2005     | Mouvement national Simeon II                           |
| Sergueï Stanichev               | 17 août 2005     | 27 juillet 2009  | Parti socialiste bulgare                               |
| Boïko Borissov (1re fois)       | 27 juillet 2009  | 13 mars 2013     | Citoyens pour le développement européen de la Bulgarie |
| Marin Raïkov                    | 13 mars 2013     | 29 mai 2013      | Indépendant                                            |
| Plamen Orecharski               | 29 mai 2013      | 6 août 2014      | Indépendant                                            |
| Georgi Bliznachki               | 6 août 2014      | 7 novembre 2014  | Parti socialiste bulgare                               |
| Boïko Borissov (2e fois)        | 7 novembre 2014  | 27 janvier 2017  | Citoyens pour le développement européen de la Bulgarie |
| Ognyan Guerdjikov               | 27 janvier 2017  | 4 mai 2017       | Mouvement national pour la stabilité et le progrès     |
| Boïko Borissov (3e fois)        | 4 mai 2017       | 12 mai 2021      | Citoyens pour le développement européen de la Bulgarie |
| Stefan Yanev                    | 12 mai 2021      | 13 décembre 2021 | Réveil bulgare                                         |
| Kiril Petkov                    | 13 décembre 2021 | 2 août 2022      | Nous continuons le changement                          |
| Galab Donev                     | 2 août 2022      | 6 juin 2023      | Indépendant                                            |
| Nikolaï Denkov                  | 6 juin 2023      | 9 avril 2024     | Nous continuons le changement                          |
| Dimitar Glavtchev (intérimaire) | 9 avril 2024     | 16 janvier 2025  | Citoyens pour le développement européen de la Bulgarie |
| Rossen Jeliazkov                | 16 janvier 2025  | en fonction      | Citoyens pour le développement européen de la Bulgarie |